# مارفن ر. يونغ
مارفن ر. يونغ (بالإنجليزية: Marvin R. Young)‏ هو عسكري أمريكي، ولد في 11 مايو 1947 في البيني في الولايات المتحدة، وتوفي في 21 أغسطس 1968 في فيتنام.